# Строго контролисани возови
Строго контрролисани возови (чеш. Ostře sledované vlaky) је чехословачки филм из 1966. у режији Јиржија Менцла и један је од најпознатијих производа Чехословачког новог таласа. То је прича о одрастању младића који ради на железничкој станици у Чехословачкој под немачком окупацијом током Другог светског рата. Филм је заснован на роману Бохумила Храбала из 1965. године. Продуцирао га је Барандов Студио и сниман је на локацији у Централној Чешкој. Приказан ван Чехословачке током 1967. године, освојио је Оскара за најбољи међународни филм на 40. додели Оскара 1968. године.

## Радња
Млади Милош Хрма ангажован је као тек школовани отправник возова на малој железничкој станици пред крај Другог светског рата и немачке окупације Чехословачке. Он се диви себи у новој униформи и радује се, као и његов прерано пензионисани отац машиновођа, избегавању правог посла. Управник станице је одгајивач голубова, има љубазну жену, али завиди на успеху са женама отправнику возова Хубички. Идилу железничке станице повремено нарушава долазак одборника Зедничека, нацистичког сарадника који врши пропаганду особљу, иако њоме не утиче ни на кога.
Милош је у вези са лепом младом диригенткињом Машом. Искусни Хубичка испитује детаље и схвата да је Милош још увек невин. На њену иницијативу, Маша проводи ноћ са Милошем, али он, у својој младалачкој узбуђености прерано ејакулира. Следећег дана, очајан, покушава да се убије, али је спашен. Млади лекар у болници објашњава Милошу да је прерана ејакулација нормална у његовим годинама, препоручујући Милошу да „мисли на нешто друго”, на пример на фудбал, и да потражи искусну жену да му помогне да преброди прво сексуално искуство.
Током ноћне смене, Хубичка флертује са младом телеграфисткињом Зденичком и утискује јој на бутине и задњицу канцеларијске печате. Њена мајка види печате и жали се Хубичкиним претпостављенима.
Немци и њихови сарадници су бесни, јер њихове возове и железничке пруге нападају партизани. Гламурозна агентица отпора, кодног имена Викторија Фреје, испоручује темпирану бомбу Хубички да би дигли у ваздух велики воз муниције. На Хубичкин захтев, „искусна” Викторија помаже Милошу да реши свој сексуални проблем.
Следећег дана, у кључном тренутку када се воз са муницијом приближава станици, Хубичка је на саслушању, које надгледа Зедничек, због печатирања Зденичке. На Хубичкином месту, Милош, ослобођен некадашње пасивности искуством са Викторијом, узима темпирану бомбу и баца је у воз са железничког сигнала, који се протеже попречно изнад шина. Митраљезац у возу, угледавши Милоша, погађа га мецима, а његово тело пада на воз.
Зедничек завршава дисциплинско саслушање именовањем чешког народа као „ништа осим хијена које се смеју“ (фраза коју је заправо користио високи нацистички званичник Рајнхард Хајдрих ). Начелник станице је очајан јер је скандал са Хубичком и Зденичком, изгледа, осујетио његову амбицију да буде унапређен у инспектора. Тада се огромна серија експлозија дешава одмах иза кривине на прузи а воз уништава бомба. Хубичка, несвестан шта се десило са Милошем, кроз смејање изражава радост због овог ударца нацистичким окупаторима. Маша, која је чекала да разговара са Милошем, подиже његову капу униформе, која јој је пала код ногу, а коју је одувао велики ветар од ударца.

## Подела улога
- Вацлав Нецкар као Милош Хрма
- Јосеф Сомр као отправник возова Хубичка
- Властимил Бродски као одборник Зедничек
- Владимир Валента као управник станице Ланска
- Јитка Бендова као диригент Маша
- Јитка Зеленохорска као телеграфисткиња Зденичка
- Нада Урбанкова као Викторија Фреје
- Либуше Хавелкова као жена Ланског
- Милада Јежкова као мајка Зденичке
- Јиржи Менцл као доктор Брабец

## Производња
Филм је заснован на истоименом роману из 1965. познатог чешког аутора Бохумила Храбала, чије је дело Јиржи Менцл претходно адаптирао да направи Смрт господина Балтазара, његов сегмент антологијског филма Храбалових прича Бисери дубине (1965). Барандов Студио је прво понудио овај пројекат искуснијим редитељима Евалду Шорму и Вери Хитиловој (Строго контролисани возови је био први дугометражни филм који је режирао Менцл), али ниједно од њих није видело начин да адаптира књигу за филм. Менцл и Храбал су блиско сарађивали на сценарију, правећи бројне модификације романа.
Менцлов први избор за главну улогу Милоша био је Владимир Пухолт, али је био заузет снимањем Svatba jako řemen Јиржија Крејчика. Менцл је размишљао да и сам игра ту улогу, али је закључио да је са скоро 28 година престар. Затим је тестирано 15 непрофесионалних глумаца пре него што је супруга Ладислава Фикара (песника и издавача) предложила поп певача Вацлава Нецкара. Менцл је испричао да је он сам преузео улогу доктора тек у последњем тренутку, након што се глумац који је првобитно изабран није појавио на снимању.
Снимање је почело крајем фебруара и трајало је до краја априла 1966. године. Коришћене су локације у и око станичне зграде у Лодјењицама.

## Пријем
Филм је премијерно приказан у Чехословачкој 18. новембра 1966. Приказивање ван Чехословачке одржано је следеће године.
Босли Краутер из The New York Times-а назвао је Строго контролисане возове „експертним као што је то био филм Радња у главној улици Јана Кадара и Елмара Клоса или Љубав једне плавуше Милоша Формана“, два савремена филма из Чехословачке.
У својој студији о Чехословачком новом таласу, Петер Хејмс филм ставља у шири контекст, повезујући га, између осталог, са најпознатијим антијунаком чешке књижевности, Добрим војником Швејком Јарослава Хашека, измишљеним војником из Првог светског рата, за чије се вешто избегавање дужности и поткопавање ауторитета понекад сматра да представљају карактеристичне чешке квалитете.

## Награде и почасти
Филм је освојио неколико међународних награда:
- Оскара за најбољи филм на страном језику, додељен 1968. за филмове објављене 1967.[7]
- Велика награда на Међународном филмском фестивалу Манхајм-Хајделберг 1966.
- Номинација за награду БАФТА 1968. за најбољи филм и најбољу музику
- Номинација за ДГА награду 1968. за изванредну режију
- Номинација за Златни глобус 1967. за најбољи страни филм на страном језику